# هاريش شارما
هاريش شارما (بالإنجليزية: Harish Sharma)‏ هو سياسي فيجي، ولد في 1932 في Nausori ‏ في فيجي. نشط حزبياً في حزب الفيدرالية الوطني. وقد انتخب عضو مجلس نواب فيجي.